# Бои за Ахтырку
Бои за Ахтырку — боевые действия за город Ахтырка в Сумской области на севере Украины в рамках вторжения России на Украину.

## Боевые действия

### Февраль
Утром 24 февраля вооружённые силы РФ пересекли государственную границу Украины и к 7:30 вышли к селу Великая Писаревка, где начались первые боевые столкновения между ВС РФ и ВСУ (сообщалось, что на 1 марта в области были только незначительные подразделения украинских пограничников, Нацгвардии и теробороны). В итоге за первые сутки армия России не смогла занять город и была вынуждена отступить к его пригородам, бросив боевую технику.

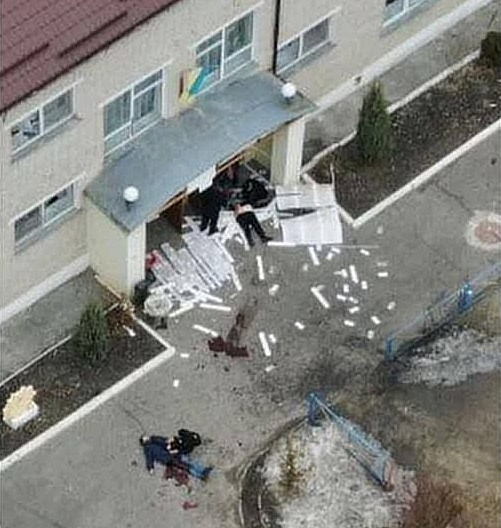
Последствия обстрела детского сада 25 февраля

Не сумев завладеть городом, сухопутные войска РФ начали его массированные артиллерийские обстрелы из реактивной системы залпового огня «Ураган», в результате чего пострадали объекты гражданской инфраструктуры. Так, 25 февраля был обстрелян детский сад, где спасались от обстрелов местные жители. Погиб ребёнок и двое взрослых. Позже в больнице скончались ещё некоторые раненые. Всего в результате обстрела погибли 6 мирных жителей. По данным Amnesty International, обстрел производился кассетными боеприпасами по неизбирательному принципу, что делает данное событие военным преступлением.
26 февраля была обстреляна военная часть. Сообщается о гибели около 70 украинских солдат. Кроме того, 26 февраля предположительно ДРГ России обстреляла датских журналистов, серьёзно ранив их. Сами войска РФ фактически перестали активно наступать, вынужденно перейдя в оборону в окрестностях города.
27 февраля возобновились боевые действия вблизи Ахтырки, предположительно, с целью захвата Тростянца, по итогу чего обе стороны понесли потери. На следующий день был нанесён удар по скоплению украинских сил в Ахтырке, а также нефтебазе.

### Март

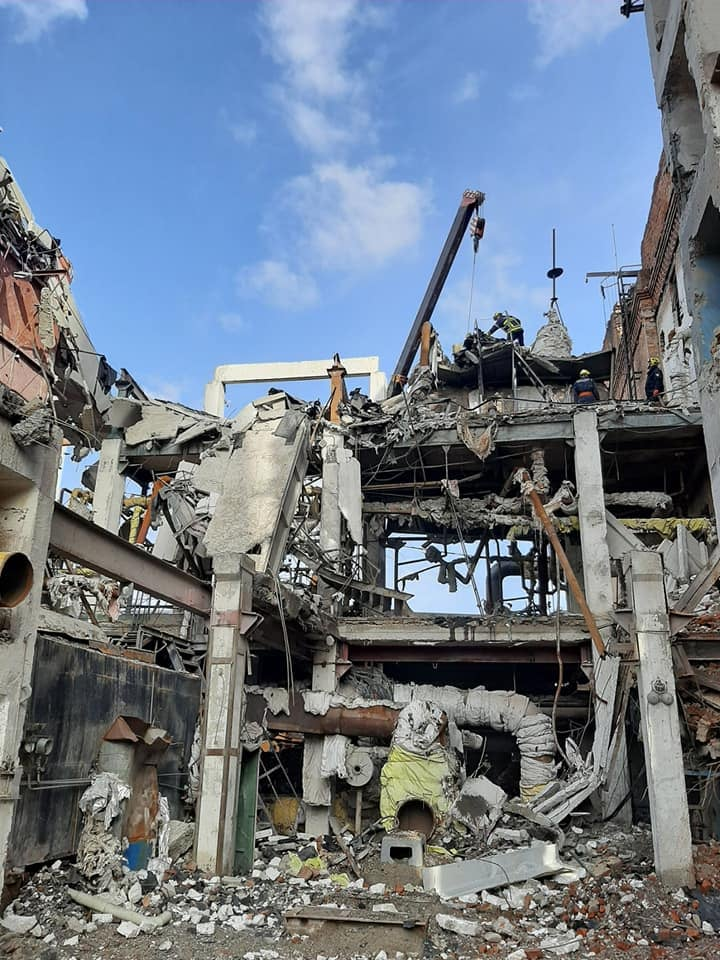
Ахтырская ТЭЦ после российского авиаудара 3 марта

К началу марта боевые действия у Ахтырки приобрели позиционный характер, ограничиваясь практически каждодневными ракетными и артиллерийскими ударами. Так, удар 3 марта уничтожил местную ТЭЦ, прервав подачу электроэнергии в городе, а 10 марта — водопровод и канализацию города. В течение марта организации гуманитарных коридоров не состоялось.
2 марта, в рамках попытки добиться захвата города, ВС РФ активизировали операцию по зачистке очагов сопротивлений в Сумской области, что и объясняет сокращение боевых действий к началу марта, впрочем, боевые действия также быстро активизировались к 3—4 числам месяца.
По итогу позиционных боёв и попыток штурма города части армии России к 7 числу понесли потери до 50 % от личного состава войск, из-за чего последним пришлось произвести перегруппировку. Тем не менее в ночь с 9 на 10 марта ВС РФ, несмотря на перегруппировку собственных сил, продолжали наступление на город, сопровождая наступление массивными артиллерийскими обстрелами (в результате которых погибло трое гражданских). В результате этих обстрелов также была повреждена узловая станция мобильной и интернет-связи, для ремонта которой пришлось привлекать инженеров, всё же въехавших в город, несмотря на срыв организации безопасного коридора российской стороной.
16 и 17 марта, в результате наступления, части вооружённых сил России смогли войти в окраины города, тем самым переведя часть сил Украины на бои в черте города.
Не добившись успеха и не сумев занять город, ВС РФ 22 марта начали отступление и к 26 марта полностью отступили от Ахтырки.

## Последствия

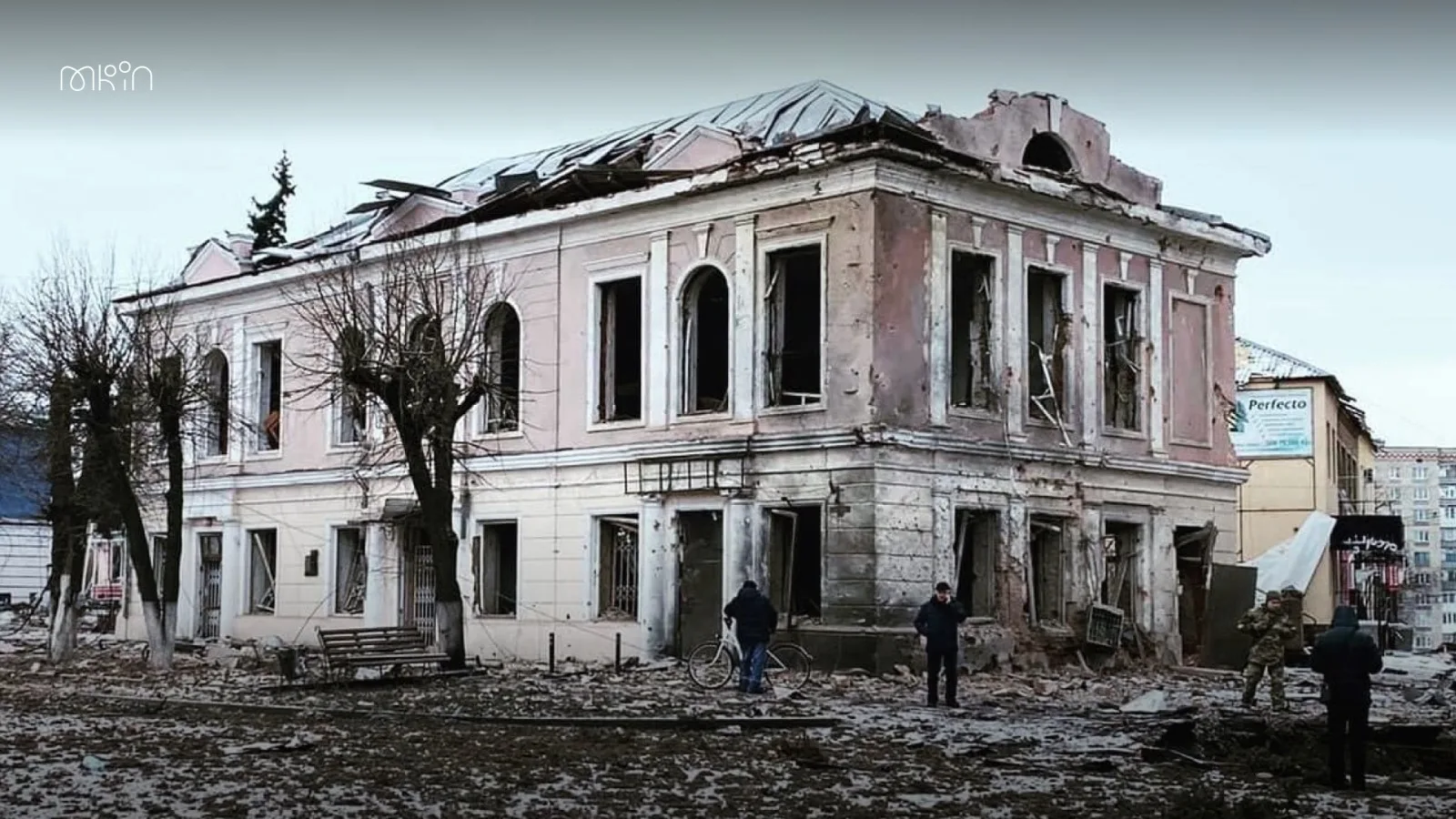
Краеведческий музей после боёв

Уже к концу марта, незадолго до полного ухода российских войск, город находился в руинах. На улицах оставались воронки 10-метровой глубины от 500-килограммовых бомб, были уничтожены дома, предприятия, тысячи тонн земли были подняты взрывами. В городе не было воды, света, отопления, подверглись бомбардировке жилые кварталы. Когда не было обстрелов, служба по чрезвычайным ситуациям пыталась разгребать завалы. Была разбомблена Ахтырская ТЭЦ, которая обеспечивала теплом весь город, также были разрушены здания городского совета, железнодорожного вокзала и универмага, повреждены исторические здания районного дома культуры и краеведческого музея.
24 марта 2022 года с целью отметить подвиг, массовый героизм и стойкость граждан, проявленных при защите города, президент Украины присвоил Ахтырке почётное звание «Город-герой Украины».